# Cryptembia fusca
Cryptembia fusca is een insectensoort uit de familie Anisembiidae, die tot de orde webspinners (Embioptera) behoort. De soort komt voor in Peru.
Cryptembia fusca is voor het eerst wetenschappelijk beschreven door Ross in 2003.